# Clădirea fostei poște de pe str. Independenței, 73 (Soroca)
Clădirea fostei poște de pe str. Independenței, 73 este o clădire amplasată pe str. Independenței, 73 în Soroca, Republica Moldova. Este un monument arhitectural de importanță națională inclus în Registrul monumentelor Republicii Moldova ocrotite de stat cu nr. 2613 (raionul Soroca). Datează de la înc. sec. XX.